# الکساندر کراسنوف
الکساندر کراسنوف (ایتالیایی: Aleksandr Krasnov؛ زادهٔ ۷ آوریل ۱۹۶۰) دوچرخه‌سوار اهل روسیه است.
وی در مسابقات کشوری و بین‌المللی در مجموع برندهٔ ۱ مدال طلا شده‌است.